# 加迪纳 (加利福尼亚州)
加迪纳（英語：Gardena），是美国加利福尼亚州洛杉矶县下属的一座城市。建市于1930年9月11日，面积大约为5.83平方英里（15.1平方公里）。根据2010年美国人口普查，该市有人口58,829人。